# No Child Left Behind Act

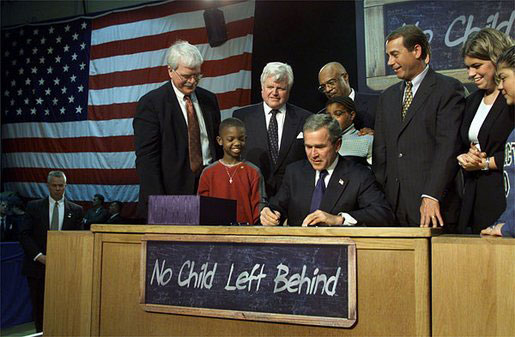
President Bush signerar No Child Left Behind Act vid Hamilton H.S. i Hamilton, Ohio.

No Child Left Behind Act (NCLB) var en amerikansk federal lag från 2002, som föreslogs först av George W. Bushs administration, och godkändes i omarbetad form med stöd från båda partierna i kongressen. Lagen återaktualiserade Elementary and Secondary Education Act, vilken inkluderade Title I, regeringens särskilda program för studiehjälp till människor med olika handikapp. Den ersattes 2015 med Every Student Succeeds Act.

### Intressegrupper
- National Education Association 'No Child Left Behind'/ESEA (NEA:s position om lagen)
- "No Child Left" hemsida och tidskrift som är kritisk till NCBA.
- AAUW's Position Paper on No Child Left Behind